# Lilaeopsis
- Commons
- Wikispecies

Lilaeopsis é um género botânico pertencente à família Apiaceae.

## Espécies
- Lilaeopsis attenuata
- Lilaeopsis brasiliensis
- Lilaeopsis carolinensis
- Lilaeopsis chinensis
- Lilaeopsis macloviana
- Lilaeopsis masonii
- Lilaeopsis occidentalis
- Lilaeopsis recurva
- Lilaeopsis tenuis